# Demetrius Augustinus Gallitzin

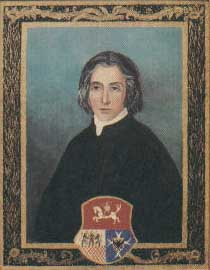
Demetrius Augustinus Gallitzin

Demetrius Augustinus Gallitzin (* 22. Dezember 1770 in Den Haag; † 6. Mai 1840 in Loretto, Pennsylvania) war ein katholischer Priester aus dem Fürstenhaus Galitzin. Als Sohn der Fürstin Amalie von Gallitzin wuchs er in Münster auf und wurde im Kreis der Familia sacra erzogen, später war er als Missionar und Bildungspionier in den Vereinigten Staaten tätig. 

## Herkunft, Kindheit und Jugend
Gallitzin war der Sohn des russischen Gesandten in Den Haag, als Dmitri Dmitrijewitsch Golizyn (kyrillisch: Дмитрий Дмитриевич Голицын, transkribiert Dmitrij Dmitrievič Golicyn) geboren und russisch-orthodox getauft.
Sein Vater, Fürst Dmitrij Alekseevič Golicyn, entstammte einer der ältesten russischen Adelsfamilien, den Golizyn, und war vor seiner Den Haager Zeit vierzehn Jahre Gesandter des Zaren in Frankreich. Dort hatte er Umgang mit den führenden Köpfen der französischen Aufklärung d’Alembert, Diderot, Voltaire und anderen.
Demetrius Gallitzins Mutter Amalie von Gallitzin, die Fürst Golicyn 1768 geheiratet hatte, war die Tochter des preußischen Feldmarschalls Samuel von Schmettau. Sie war, obwohl ihr Vater zum engeren Kreis des Preußenkönigs Friedrichs des Großen gehörte, wegen ihrer katholischen Mutter, der Baroness von Ruffert, ebenfalls katholisch getauft. Hochgebildet und durch ihren Mann in die Kreise der Aufklärer in Paris eingeführt, unterhielt sie ebenfalls persönlichen oder schriftlichen Kontakt mit Voltaire, Diderot und dem Enzyklopädisten Claude Adrien Helvétius.

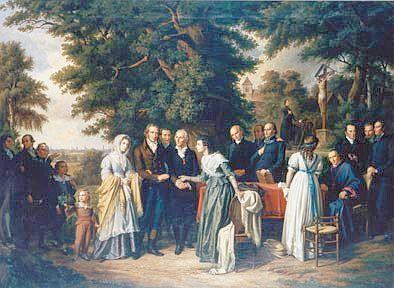
Theobald von Oer: Fürstin Gallitzin im Kreis ihrer Freunde, 1864: Demetrius als junger Geistlicher im Hintergrund vor dem Kreuz

Um das rousseausche Bildungsideal in der Erziehung ihrer Kinder Marianne und Demetrius zu verwirklichen, zog sie mit ihnen nach der Trennung von ihrem Mann in ein Haus in Scheveningen, das den Kindern ein Aufwachsen in der Natur ermöglichen sollte. In dieser Zeit wurde die Freundschaft zwischen Demetrius Gallitzin und Wilhelm Friedrich, dem Sohn des niederländischen Generalstatthalters Wilhelms V., begründet. Diese Freundschaft hatte noch Bestand, als Wilhelm Friedrich zum Nachfolger seines Vaters und als Wilhelm I. (1815) zum König der Niederlande wurde.
1779 veranlassten die Schulreformen des leitenden Ministers des Hochstifts Münster Franz Freiherr von Fürstenberg sie, mit ihren Kindern nach Münster zu ziehen. Marianne und Demetrius wurden zusammen mit der Cousine Amalie und mit Georg Arnold Jacobi, dem Sohn des Philosophen Friedrich Heinrich Jacobi, von ihrer Mutter selbst in Latein, Griechisch, Englisch, Französisch, Deutsch, Geschichte, Erdkunde und Mathematik unterrichtet.
Nachdem seine Mutter sich 1786 der katholischen Kirche zugewandt hatte, konvertierte auch Demetrius mit 17 Jahren zum Katholizismus und erhielt als zweiten Vornamen den Namen Augustinus. Sein Vater hatte ursprünglich eine militärische Laufbahn für ihn vorgesehen, die seine Mutter jedoch in vielerlei Hinsicht für unzweckmäßig hielt und die Vorstöße ihres Gatten entschieden zurückdrängen konnte. Demetrius wurde daher auch nicht auf eine übliche Kavalierstour geschickt, wie es noch im ausgehenden 18. Jahrhundert üblich war, sondern auf eine Reise nach Amerika.

## Als katholischer Priester in Amerika

### Ankunft und eine Entscheidung
Demetrius Gallitzins Reise brachte ihn also nicht nach Rom, Venedig und Florenz, sondern ins aufstrebende Nordamerika. Ausgestattet mit Empfehlungsschreiben an den dortigen Bischof kam Demetrius Gallitzin am 28. Oktober 1792 in Baltimore an. Hier entschied er sich dafür, katholischer Priester zu werden und Nordamerika zu seinem Betätigungsfeld und zu seiner neuen Heimat zu machen. Bedenken des Vaters, der fürchtete, Demetrius werde vom Zaren zwangsenterbt, wenn er als Konvertit, d. h. als Abtrünniger der orthodoxen Kirche, sich so öffentlich in den Dienst der katholischen Kirche stelle, konnten Demetrius Gallitzin nicht von seinem Entschluss abhalten. Wie berechtigt die väterlichen Bedenken waren, zeigte sich nach dessen Tod, als Zar Alexander I. Demetrius Gallitzin tatsächlich vom väterlichen Erbe ausschloss.

### Von Baltimore nach Cambria County
Am 18. März 1795 wurde Demetrius Gallitzin – als einer der ersten in den Vereinigten Staaten – zum katholischen Priester geweiht. Er wirkte zunächst in Baltimore und auf verstreuten Missionen in Maryland, im südlichen Pennsylvania an der Conewago-Kapelle und im nördlichen Virginia. 1796 wurde er in das spätere Cambria County in den Allegheny-Bergen im westlichen Pennsylvania gerufen. Dort hatte ein früherer Offizier der Revolutionsarmee und gläubiger Katholik, Michael McGuire, Land erworben und McGuire’s Settlement gegründet, das später Clearfield genannt wurde. Gallitzin entschloss sich, dort zu bleiben und die Ansiedlung McGuires zum Mittelpunkt seiner Missionstätigkeit zu machen. Er bekam ein Grundstück, das der 1793 verstorbene McGuire dem Bischof John Carroll von Baltimore für den Bau einer Kirche vermacht hatte und kaufte Land hinzu, um dort gezielt Katholiken anzusiedeln. 1799 taufte Gallitzin den Ort in Loretto um. Als Namensgeber diente der italienische Wallfahrtsort Loreto. Loretto wurde zur ersten englischsprachigen römisch-katholischen Siedlung westlich des Allegheny-Kamms.

### Loretto
Lorettos 1799 errichtete Pfarrkirche musste erweitert werden und wurde 1853 durch einen Steinbau ersetzt. Namenspatron der Kirche wurde der Erzengel Michael, dessen Namen zugleich auf Gallitzins russische Herkunft und auf den Gründer der Ansiedlung Michael McGuire verwies. Seit 1802 war Gallitzin unter dem Namen Augustine Smith naturalisierter Bürger der Vereinigten Staaten. Den Namen Schmidt – anglisiert Smith – hatte er, um inkognito zu bleiben, bei seiner Ankunft in Amerika geführt. 1809 fühlte er sich frei genug, den Namen Smith abzulegen.
Es wird angenommen, dass Gallitzin aus eigenem Vermögen 150.000 US-$ in den Landkauf und in den Auf- und Ausbau von Loretto steckte. Finanzielle Schwierigkeiten traten auf, als ihm die russische Regierung nach dem Tod des Vaters seinen Erbteil wegen seiner Konversion vorenthielt. Gallitzin wurde von der Kirche nicht besoldet, sondern verdiente seinen Lebensunterhalt durch die Bewirtschaftung von Ländereien, mehrerer Mühlen und einer Ziegelei, die sich zugleich als nützlich erwiesen zur Förderung der landwirtschaftlich-dörflichen Entwicklung. Zu denen, die ihn während dieser Schwierigkeiten finanziell unterstützten, gehörten neben dem Kardinal Cappellari, später Papst Gregor XVI., und dem niederländischen König Wilhelm I., Gallitzins Jugendfreund, auch noch viele, die sich an ihn in Münster erinnerten, etwa Bernard Overberg oder Sophie Charlotte von Stolberg-Stolberg.
Gallitzins Pionierleistung für die Entwicklung der katholischen Kirche in Pennsylvania kann man ermessen, wenn man die etwa 10.000 Katholiken, die bei seinem Tod in dem von ihm betreuten Distrikt lebten, mit dem knappen Dutzend vergleicht, die er dort bei seiner Ankunft vorgefunden hatte. Neben der Betreuung seines Pfarrsprengels betätigte er sich auch schriftstellerisch und wurde dadurch zu einem der ersten katholischen Kontroverstheologen der USA. Auf Angriffe eines presbyterianischen Predigers gegen „den Papismus in Pennsylvania“ antwortete Gallitzin mit einer Reihe von apologetischen Briefen, die zunächst in der Huntington Gazette erschienen und 1816 als „Defence of Catholic Principles“ in Pittsburgh publiziert wurden. Weitere theologische Schriften folgten in den nächsten zwanzig Jahren. Gallitzin verstand sich als aufgeklärter Katholik und wendete sich vor allem dem erzieherisch-karitativen Bereich zu, der Pastoral und dem Bildungswesen. Seine Bemühungen in Loretto galten vor allem dem Bau einer Kirche, der Errichtung einer Schule und der Förderung des gesellschaftlichen und wirtschaftlichen Fortschritts, zu der auch die Sorge um eine vernünftige und tolerante Religiosität gehörte.
Demetrius Augustinus Gallitzin starb am 6. Mai 1840 in Loretto und wurde neben der Michaelskirche in Loretto beigesetzt.

## Fortwirken
Heute ist Loretto eine kleine Gemeinde im Cambria County mit rund 1200 Einwohnern. Es gehört zur katholischen Diözese Altoona-Johnstown. In der Umgegend von Loretto führt das Bergarbeiterstädtchen Gallitzin den Namen des Missionars. Die Siedlung Munster im Cambria County mit rund 700 Einwohnern erinnert zwar an das westfälische Münster, in dem Demetrius Gallitzin seine Jugend verbrachte, doch gaben katholische Siedler aus Irland dieser Siedlung ihren Namen.
Am 6. Juni 2005 wurde der „Apostel der Alleghenys“ von der vatikanischen Kongregation für die Selig – und Heiligsprechungsprozesse zum „Diener Gottes“ (servus dei) ernannt. Diese Bezeichnung ist der erste Schritt auf dem Wege zu einer möglichen Heiligsprechung durch den Papst.

## Schriften
- Defence of Catholic Principles. Pittsburgh, Pennsylvania 1816 (i. e. eine Sammlung von Briefen Gallitzins, die in der Huntington Gazette erschienen waren).
- Letter to a Protestant Friend on the Holy Scriptures. Ebensburgh, Pennsylvania, 1820.
- Appeal to the Protestant Public. 1834.
- Six Letters of Advice. 1834.